# Texas Tennis Open 2012 - Qualificazioni singolare
Le qualificazioni del singolare del Texas Tennis Open 2012 sono state un torneo di tennis preliminare per accedere alla fase finale della manifestazione. I vincitori dell'ultimo turno sono entrati di diritto nel tabellone principale. In caso di ritiro di uno o più giocatori aventi diritto a questi sono subentrati i lucky loser, ossia i giocatori che hanno perso nell'ultimo turno ma che avevano una classifica più alta rispetto agli altri partecipanti che avevano comunque perso nel turno finale.

## Giocatrici

### Teste di serie
1. Melinda Czink (ultimo turno)
2. Pauline Parmentier (qualificata)
3. Mirjana Lučić (qualificata)
4. Casey Dellacqua (qualificata)

1. Eugenie Bouchard (qualificata)
2. Jennifer Elie (primo turno)
3. Gabriela Dabrowski (ultimo turno)
4. Emily Webley-Smith (ultimo turno)

### Qualificate
1. Eugenie Bouchard
2. Pauline Parmentier

1. Mirjana Lučić
2. Casey Dellacqua

## Tabellone qualificazioni

### Sezione 1
|  | Primo turno | Primo turno      | Primo turno      | Primo turno | Primo turno |  |  | Secondo turno | Secondo turno    | Secondo turno    | Secondo turno | Secondo turno |  |
|  |             |                  |                  |             |             |  |  |               |                  |                  |               |               |  |
|  | 1           | Melinda Czink    | 6                | 2           | 6           |  |  |               |                  |                  |               |               |  |
|  |             | Asia Muhammad    | 4                | 6           | 1           |  |  | 1             | Melinda Czink    | Melinda Czink    | 4             | 2             |  |
|  |             | Nicole Melichar  | Nicole Melichar  | 1           | 2           |  |  | 5             | Eugenie Bouchard | Eugenie Bouchard | 6             | 6             |  |
|  | 5           | Eugenie Bouchard | Eugenie Bouchard | 6           | 6           |  |  |               |                  |                  |               |               |  |

### Sezione 2
|  | Primo turno | Primo turno        | Primo turno        | Primo turno | Primo turno |  |  | Secondo turno | Secondo turno      | Secondo turno      | Secondo turno | Secondo turno |  |
|  |             |                    |                    |             |             |  |  |               |                    |                    |               |               |  |
|  | 2           | Pauline Parmentier | Pauline Parmentier | 6           | 6           |  |  |               |                    |                    |               |               |  |
|  | WC          | Emily Harman       | Emily Harman       | 4           | 2           |  |  | 2             | Pauline Parmentier | Pauline Parmentier | 7             | 6             |  |
|  |             | Angelina Gabueva   | Angelina Gabueva   | 3           | 2           |  |  | 7             | Gabriela Dabrowski | Gabriela Dabrowski | 5             | 4             |  |
|  | 7           | Gabriela Dabrowski | Gabriela Dabrowski | 6           | 6           |  |  |               |                    |                    |               |               |  |

### Sezione 3
|  | Primo turno | Primo turno       | Primo turno     | Primo turno | Primo turno |  |  | Secondo turno | Secondo turno     | Secondo turno     | Secondo turno | Secondo turno |  |
|  |             |                   |                 |             |             |  |  |               |                   |                   |               |               |  |
|  | 3           | Mirjana Lučić     | Mirjana Lučić   | 6           | 6           |  |  |               |                   |                   |               |               |  |
|  | WC          | Roxanne Ellison   | Roxanne Ellison | 1           | 2           |  |  | 3             | Mirjana Lučić     | Mirjana Lučić     | 6             | 6             |  |
|  |             | Elizabeth Lumpkin | 3               | 6           | 6           |  |  |               | Elizabeth Lumpkin | Elizabeth Lumpkin | 1             | 4             |  |
|  | 6           | Jennifer Elie     | 6               | 2           | 3           |  |  |               |                   |                   |               |               |  |

### Sezione 4
|  | Primo turno | Primo turno         | Primo turno         | Primo turno | Primo turno |  |  | Secondo turno | Secondo turno      | Secondo turno      | Secondo turno | Secondo turno |  |
|  |             |                     |                     |             |             |  |  |               |                    |                    |               |               |  |
|  | 4           | Casey Dellacqua     | Casey Dellacqua     | 6           | 7           |  |  |               |                    |                    |               |               |  |
|  |             | Ivana Lisjak        | Ivana Lisjak        | 2           | 62          |  |  | 4             | Casey Dellacqua    | Casey Dellacqua    | 6             | 6             |  |
|  |             | Alexandra Stevenson | Alexandra Stevenson | 64          | 4           |  |  | 8             | Emily Webley-Smith | Emily Webley-Smith | 2             | 1             |  |
|  | 8           | Emily Webley-Smith  | Emily Webley-Smith  | 7           | 6           |  |  |               |                    |                    |               |               |  |